# Julius Lukas
Julius Lukas (9. dubna 1875 Trofaiach – 14. září 1959 Klagenfurt) byl rakouský sociálně demokratický politik, na počátku 20. století poslanec Říšské rady, v meziválečném období člen a předseda rakouské Spolkové rady.

## Biografie
Vychodil národní školu. Absolvoval devítiměsíční večerní kurz na obchodní škole a vyučil se ševcem. Od roku 1898 působil jako úředník dělnické nemocenské pokladny ve Štýrském Hradci. V roce 1905 byl přeložen do Klagenfurtu. Byl aktivní v Sociálně demokratické straně Rakouska. Působil jako redaktor listu Arbeiterwille a tajemník sociální demokracie v Korutanech.
Na počátku 20. století se zapojil i do celostátní politiky. Ve volbách do Říšské rady roku 1907, konaných poprvé podle všeobecného a rovného volebního práva, získal mandát v Říšské radě (celostátní zákonodárný sbor) za obvod Korutany 2.Profesně byl k roku 1907 uváděn jako úředník. Byl členem poslaneckého klubu Klub německých sociálních demokratů.
Po válce zasedal od 22. července 1921 do 6. listopadu 1923 jako člen rakouské Spolkové rady, přičemž do 30. listopadu 1921 byl i jejím předsedou. Stále zastupoval sociální demokracii. Byl poslancem Korutanského zemského sněmu.